# Lawson Crouse
Lawson Crouse (* 23. Juni 1997 in Mount Brydges, Ontario) ist ein kanadischer Eishockeyspieler, der seit Juni 2024 bei den Utah Mammoth in der National Hockey League auf der Position des linken Flügelstürmers spielt. Zuvor verbrachte er acht Jahre bei den Arizona Coyotes.

## Karriere
Nachdem Crouse die Zeit bis 2013 hauptsächlich beim Jugendteam Elgin-Middlesex verbracht hatte, wechselte er zur Saison 2013/14 zu den Kingston Frontenacs in die Ontario Hockey League, die ihn in der OHL Priority Selection ausgewählt hatten. In seiner Rookiesaison sammelte der Flügelstürmer 27 Scorerpunkte in 63 Spielen. Im folgenden Spieljahr verbesserte sich der Power Forward im Vergleich zum Vorjahr auf 51 Punkte. Im NHL Entry Draft 2015 wurde er daraufhin in der ersten Runde an elfter Stelle von den Florida Panthers aus der National Hockey League ausgewählt, die ihn noch im Juli 2015 unter Vertrag nahmen. Dennoch verblieb der Angreifer noch ein weiteres Jahr in der OHL, ehe er gegen Ende der Spielzeit sein Profidebüt im Farmteam der Panthers, den Portland Pirates, in der American Hockey League feierte, nachdem die Frontenacs in der zweiten Play-off-Runde ausgeschieden waren.
Die Panthers hielten jedoch im Verlauf der Sommerpause nicht weiter an ihrem Talent fest und transferierten ihn am 25. August 2016 gemeinsam mit Dave Bolland zu den Arizona Coyotes. Arizona übergab dafür ein Drittrunden-Wahlrecht im NHL Entry Draft 2017 sowie ein weiteres konditionelles Zweit- oder Drittrunden-Draftrecht in einem der beiden folgenden Drafts an die Panthers. Bei den Coyotes schaffte Crouse zum Beginn der Saison 2016/17 den Sprung in den NHL-Kader, wurde wenig später allerdings an die Tucson Roadrunners abgegeben. In der Saison 2018/19 etablierte er sich erneut in Arizonas Aufgebot.
Mit den Coyotes vollzog er nach der Saison 2023/24 den Umzug nach Salt Lake City, wo er fortan für den Utah Hockey Club aktiv ist, der seit Mai 2025 als Utah Mammoth am Spielbetrieb teilnimmt.

### International
Crouse vertrat sein Heimatland bei der World U-17 Hockey Challenge 2014, U18-Junioren-Weltmeisterschaft 2014, dem Ivan Hlinka Memorial Tournament 2014 sowie den U20-Junioren-Weltmeisterschaften 2015 und 2016. Dabei gewann der Stürmer bei der U18-Junioren-Weltmeisterschaft die Bronzemedaille und beim Ivan Hlinka Memorial Tournament die Goldmedaille. Den größten Erfolg feierte er bei der U20-Junioren-Weltmeisterschaft 2015 in Kanada mit dem Gewinn der Weltmeistertitels der Altersklasse nach einem 5:4-Sieg über Russland.
Sein Debüt in der A-Nationalmannschaft feierte der Stürmer im Rahmen der Weltmeisterschaft 2023, als er sich mit dem Team den Weltmeistertitel sicherte. In zehn Turnierspielen sammelte Crouse neun Scorerpunkte, darunter sechs Tore.

## Erfolge und Auszeichnungen
- 2014 OHL Second All-Rookie Team
- 2015 Teilnahme am CHL Top Prospects Game

### International
- 2014 Bronzemedaille bei der U18-Junioren-Weltmeisterschaft
- 2014 Goldmedaille beim Ivan Hlinka Memorial Tournament
- 2015 Goldmedaille bei der U20-Junioren-Weltmeisterschaft
- 2023 Goldmedaille bei der Weltmeisterschaft

## Karrierestatistik
Stand: Ende der Saison 2024/25

### International
Vertrat Kanada bei:
| - World U-17 Hockey Challenge 2014 - U18-Junioren-Weltmeisterschaft 2014 - Ivan Hlinka Memorial Tournament 2014 | - U20-Junioren-Weltmeisterschaft 2015 - U20-Junioren-Weltmeisterschaft 2016 - Weltmeisterschaft 2023 |

(Legende zur Spielerstatistik: Sp oder GP = absolvierte Spiele; T oder G = erzielte Tore; V oder A = erzielte Assists; Pkt oder Pts = erzielte Scorerpunkte; SM oder PIM = erhaltene Strafminuten; +/− = Plus/Minus-Bilanz; PP = erzielte Überzahltore; SH = erzielte Unterzahltore; GW = erzielte Siegtore; 1 Play-downs/Relegation; Kursiv: Statistik nicht vollständig)